# Gioachino Greco
Gioachino Greco detto Il Calabrese (Celico, 1590/1600 – 1630 circa) è stato uno scacchista italiano.
È considerato uno dei migliori giocatori a cavallo tra il XVI e il XVII secolo e uno dei primi scacchisti italiani come Il Puttino, insieme ai quali ha contribuito a dare il primato all'Italia.

## Biografia
Gioachino Greco, detto Il Calabrese, è stato un famoso scacchista italiano. Egli nacque a Celico da un'illustre famiglia – com'è stato rivelato da un vecchio manoscritto – verso la fine del 1590. Secondo l'usanza delle famiglie nobili, il giovane Gioacchino fu rinchiuso a studiare nel collegio dei gesuiti di Cosenza. Qui, da Mariano Marano fu avviato al gioco degli scacchi. I suoi progressi furono rapidi, tanto da destare meraviglia tra i numerosi cultori di quel tempo. Tra il 1610 e il 1620 visse a Roma, come scacchista professionista grazie alla protezione di numerosi monsignori, fra cui i cardinali Francesco Boncompagni e Giulio Savelli.
A Roma pubblicò nel 1619, in italiano e in forma manoscritta, il Trattato del gioco degli scacchi; ci furono tre edizioni del trattato mentre era in vita e, dopo la sua morte, a Parigi, a Bordea, all'Aia, ad Amsterdam, a Liegi, a Bruxelles, a Londra, a Lipsia ed altrove, se ne ebbero oltre 50. Questo libro continua ad essere stampato in Italia, a dimostrazione della fama di Gioachino Greco. Tra le tattiche applicate nel gioco, rimane ancora nota una sua vincente mossa detta "del Gambetto". Il Trattato del gioco degli scacchi fu dedicato al duca Enrico II di Lorena; e forse in conseguenza di ciò, Gioachino Greco andò a Parigi ed in successive partite vinse clamorosamente i tre campioni che in Francia si disputavano lo scettro degli scacchi.
Viaggiò anche in Spagna guadagnandosi da vivere giocando a scacchi. In seguito andò in Inghilterra. Qualche mese dopo lo sbarco, fatto pedinare da rivali battuti, fu aggredito e colpito da uno stuolo di malviventi, che gli rubarono più di 5 000 scudi, frutto di tutte le sue vittorie. Tornò, disgustato, in Francia, sicuro di trovare una società più raffinata e tranquilla a cui far gustare la sua genialità e il suo stile; per questo venne definito «superbo e affascinante come il suolo della sua patria». La sua fama era nota nelle corti e nei salotti delle più grandi famiglie.
Le notizie della sua vita sono ricavate da poche righe scritte dal Salvio nel 1634 in cui parla di Greco come già morto. Altre notizie si ricavano da molti suoi manoscritti con dedica autografa ai suoi nobili protettori. Alcuni scritti, quasi sicuramente autografi, scritti in lingua volgare, fanno pensare a umili condizioni familiari e a un inizio di carriera come servitore. Secondo il Salvio, seguì un grande signore spagnolo nelle Indie occidentali (probabilmente le Antille) visitando il Messico, il Perù e il Cile. Da quel viaggio non fece più ritorno. Pare che si sia spento verso il 1634, lasciando ogni suo avere ai gesuiti, intorno al 1630, ed ignoto è ancora il luogo della sua morte, anche se sono state fatte tante ricerche in proposito.
Una sola cosa è certa: Gioacchino Greco istituì erede dei suoi beni i gesuiti, forse in memoria degli studi compiuti nel loro collegio di Cosenza, forse anche per la gratitudine dell'assistenza ricevuta in terre allora così remote dalla sua Celico.

## Aperture
Data l'epoca, Greco analizzò soprattutto i giochi aperti, in particolare la partita italiana e l'apertura nota come gambetto lettone, che per lungo tempo è stato invece conosciuto come controgambetto Greco (1. e4 e5 2. Cf3 f5).
|   | a | b | c | d | e | f | g | h |   |
| 8 | a8 torre del nero · b8 cavallo del nero · d8 donna del nero · e8 re del nero · f8 alfiere del nero · h8 torre del nero · a7 pedone del nero · c7 pedone del nero · d7 pedone del nero · e7 pedone del nero · h7 pedone del nero · b6 pedone del nero · f6 cavallo del nero · g6 pedone del bianco · h5 donna del bianco · d4 pedone del bianco · d3 alfiere del bianco · a2 pedone del bianco · b2 pedone del bianco · c2 pedone del bianco · f2 pedone del bianco · g2 alfiere del nero · h2 pedone del bianco · a1 torre del bianco · b1 cavallo del bianco · c1 alfiere del bianco · e1 re del bianco · g1 cavallo del bianco · h1 torre del bianco | a8 torre del nero · b8 cavallo del nero · d8 donna del nero · e8 re del nero · f8 alfiere del nero · h8 torre del nero · a7 pedone del nero · c7 pedone del nero · d7 pedone del nero · e7 pedone del nero · h7 pedone del nero · b6 pedone del nero · f6 cavallo del nero · g6 pedone del bianco · h5 donna del bianco · d4 pedone del bianco · d3 alfiere del bianco · a2 pedone del bianco · b2 pedone del bianco · c2 pedone del bianco · f2 pedone del bianco · g2 alfiere del nero · h2 pedone del bianco · a1 torre del bianco · b1 cavallo del bianco · c1 alfiere del bianco · e1 re del bianco · g1 cavallo del bianco · h1 torre del bianco | a8 torre del nero · b8 cavallo del nero · d8 donna del nero · e8 re del nero · f8 alfiere del nero · h8 torre del nero · a7 pedone del nero · c7 pedone del nero · d7 pedone del nero · e7 pedone del nero · h7 pedone del nero · b6 pedone del nero · f6 cavallo del nero · g6 pedone del bianco · h5 donna del bianco · d4 pedone del bianco · d3 alfiere del bianco · a2 pedone del bianco · b2 pedone del bianco · c2 pedone del bianco · f2 pedone del bianco · g2 alfiere del nero · h2 pedone del bianco · a1 torre del bianco · b1 cavallo del bianco · c1 alfiere del bianco · e1 re del bianco · g1 cavallo del bianco · h1 torre del bianco | a8 torre del nero · b8 cavallo del nero · d8 donna del nero · e8 re del nero · f8 alfiere del nero · h8 torre del nero · a7 pedone del nero · c7 pedone del nero · d7 pedone del nero · e7 pedone del nero · h7 pedone del nero · b6 pedone del nero · f6 cavallo del nero · g6 pedone del bianco · h5 donna del bianco · d4 pedone del bianco · d3 alfiere del bianco · a2 pedone del bianco · b2 pedone del bianco · c2 pedone del bianco · f2 pedone del bianco · g2 alfiere del nero · h2 pedone del bianco · a1 torre del bianco · b1 cavallo del bianco · c1 alfiere del bianco · e1 re del bianco · g1 cavallo del bianco · h1 torre del bianco | a8 torre del nero · b8 cavallo del nero · d8 donna del nero · e8 re del nero · f8 alfiere del nero · h8 torre del nero · a7 pedone del nero · c7 pedone del nero · d7 pedone del nero · e7 pedone del nero · h7 pedone del nero · b6 pedone del nero · f6 cavallo del nero · g6 pedone del bianco · h5 donna del bianco · d4 pedone del bianco · d3 alfiere del bianco · a2 pedone del bianco · b2 pedone del bianco · c2 pedone del bianco · f2 pedone del bianco · g2 alfiere del nero · h2 pedone del bianco · a1 torre del bianco · b1 cavallo del bianco · c1 alfiere del bianco · e1 re del bianco · g1 cavallo del bianco · h1 torre del bianco | a8 torre del nero · b8 cavallo del nero · d8 donna del nero · e8 re del nero · f8 alfiere del nero · h8 torre del nero · a7 pedone del nero · c7 pedone del nero · d7 pedone del nero · e7 pedone del nero · h7 pedone del nero · b6 pedone del nero · f6 cavallo del nero · g6 pedone del bianco · h5 donna del bianco · d4 pedone del bianco · d3 alfiere del bianco · a2 pedone del bianco · b2 pedone del bianco · c2 pedone del bianco · f2 pedone del bianco · g2 alfiere del nero · h2 pedone del bianco · a1 torre del bianco · b1 cavallo del bianco · c1 alfiere del bianco · e1 re del bianco · g1 cavallo del bianco · h1 torre del bianco | a8 torre del nero · b8 cavallo del nero · d8 donna del nero · e8 re del nero · f8 alfiere del nero · h8 torre del nero · a7 pedone del nero · c7 pedone del nero · d7 pedone del nero · e7 pedone del nero · h7 pedone del nero · b6 pedone del nero · f6 cavallo del nero · g6 pedone del bianco · h5 donna del bianco · d4 pedone del bianco · d3 alfiere del bianco · a2 pedone del bianco · b2 pedone del bianco · c2 pedone del bianco · f2 pedone del bianco · g2 alfiere del nero · h2 pedone del bianco · a1 torre del bianco · b1 cavallo del bianco · c1 alfiere del bianco · e1 re del bianco · g1 cavallo del bianco · h1 torre del bianco | a8 torre del nero · b8 cavallo del nero · d8 donna del nero · e8 re del nero · f8 alfiere del nero · h8 torre del nero · a7 pedone del nero · c7 pedone del nero · d7 pedone del nero · e7 pedone del nero · h7 pedone del nero · b6 pedone del nero · f6 cavallo del nero · g6 pedone del bianco · h5 donna del bianco · d4 pedone del bianco · d3 alfiere del bianco · a2 pedone del bianco · b2 pedone del bianco · c2 pedone del bianco · f2 pedone del bianco · g2 alfiere del nero · h2 pedone del bianco · a1 torre del bianco · b1 cavallo del bianco · c1 alfiere del bianco · e1 re del bianco · g1 cavallo del bianco · h1 torre del bianco | 8 |
| 7 | a8 torre del nero · b8 cavallo del nero · d8 donna del nero · e8 re del nero · f8 alfiere del nero · h8 torre del nero · a7 pedone del nero · c7 pedone del nero · d7 pedone del nero · e7 pedone del nero · h7 pedone del nero · b6 pedone del nero · f6 cavallo del nero · g6 pedone del bianco · h5 donna del bianco · d4 pedone del bianco · d3 alfiere del bianco · a2 pedone del bianco · b2 pedone del bianco · c2 pedone del bianco · f2 pedone del bianco · g2 alfiere del nero · h2 pedone del bianco · a1 torre del bianco · b1 cavallo del bianco · c1 alfiere del bianco · e1 re del bianco · g1 cavallo del bianco · h1 torre del bianco | a8 torre del nero · b8 cavallo del nero · d8 donna del nero · e8 re del nero · f8 alfiere del nero · h8 torre del nero · a7 pedone del nero · c7 pedone del nero · d7 pedone del nero · e7 pedone del nero · h7 pedone del nero · b6 pedone del nero · f6 cavallo del nero · g6 pedone del bianco · h5 donna del bianco · d4 pedone del bianco · d3 alfiere del bianco · a2 pedone del bianco · b2 pedone del bianco · c2 pedone del bianco · f2 pedone del bianco · g2 alfiere del nero · h2 pedone del bianco · a1 torre del bianco · b1 cavallo del bianco · c1 alfiere del bianco · e1 re del bianco · g1 cavallo del bianco · h1 torre del bianco | a8 torre del nero · b8 cavallo del nero · d8 donna del nero · e8 re del nero · f8 alfiere del nero · h8 torre del nero · a7 pedone del nero · c7 pedone del nero · d7 pedone del nero · e7 pedone del nero · h7 pedone del nero · b6 pedone del nero · f6 cavallo del nero · g6 pedone del bianco · h5 donna del bianco · d4 pedone del bianco · d3 alfiere del bianco · a2 pedone del bianco · b2 pedone del bianco · c2 pedone del bianco · f2 pedone del bianco · g2 alfiere del nero · h2 pedone del bianco · a1 torre del bianco · b1 cavallo del bianco · c1 alfiere del bianco · e1 re del bianco · g1 cavallo del bianco · h1 torre del bianco | a8 torre del nero · b8 cavallo del nero · d8 donna del nero · e8 re del nero · f8 alfiere del nero · h8 torre del nero · a7 pedone del nero · c7 pedone del nero · d7 pedone del nero · e7 pedone del nero · h7 pedone del nero · b6 pedone del nero · f6 cavallo del nero · g6 pedone del bianco · h5 donna del bianco · d4 pedone del bianco · d3 alfiere del bianco · a2 pedone del bianco · b2 pedone del bianco · c2 pedone del bianco · f2 pedone del bianco · g2 alfiere del nero · h2 pedone del bianco · a1 torre del bianco · b1 cavallo del bianco · c1 alfiere del bianco · e1 re del bianco · g1 cavallo del bianco · h1 torre del bianco | a8 torre del nero · b8 cavallo del nero · d8 donna del nero · e8 re del nero · f8 alfiere del nero · h8 torre del nero · a7 pedone del nero · c7 pedone del nero · d7 pedone del nero · e7 pedone del nero · h7 pedone del nero · b6 pedone del nero · f6 cavallo del nero · g6 pedone del bianco · h5 donna del bianco · d4 pedone del bianco · d3 alfiere del bianco · a2 pedone del bianco · b2 pedone del bianco · c2 pedone del bianco · f2 pedone del bianco · g2 alfiere del nero · h2 pedone del bianco · a1 torre del bianco · b1 cavallo del bianco · c1 alfiere del bianco · e1 re del bianco · g1 cavallo del bianco · h1 torre del bianco | a8 torre del nero · b8 cavallo del nero · d8 donna del nero · e8 re del nero · f8 alfiere del nero · h8 torre del nero · a7 pedone del nero · c7 pedone del nero · d7 pedone del nero · e7 pedone del nero · h7 pedone del nero · b6 pedone del nero · f6 cavallo del nero · g6 pedone del bianco · h5 donna del bianco · d4 pedone del bianco · d3 alfiere del bianco · a2 pedone del bianco · b2 pedone del bianco · c2 pedone del bianco · f2 pedone del bianco · g2 alfiere del nero · h2 pedone del bianco · a1 torre del bianco · b1 cavallo del bianco · c1 alfiere del bianco · e1 re del bianco · g1 cavallo del bianco · h1 torre del bianco | a8 torre del nero · b8 cavallo del nero · d8 donna del nero · e8 re del nero · f8 alfiere del nero · h8 torre del nero · a7 pedone del nero · c7 pedone del nero · d7 pedone del nero · e7 pedone del nero · h7 pedone del nero · b6 pedone del nero · f6 cavallo del nero · g6 pedone del bianco · h5 donna del bianco · d4 pedone del bianco · d3 alfiere del bianco · a2 pedone del bianco · b2 pedone del bianco · c2 pedone del bianco · f2 pedone del bianco · g2 alfiere del nero · h2 pedone del bianco · a1 torre del bianco · b1 cavallo del bianco · c1 alfiere del bianco · e1 re del bianco · g1 cavallo del bianco · h1 torre del bianco | a8 torre del nero · b8 cavallo del nero · d8 donna del nero · e8 re del nero · f8 alfiere del nero · h8 torre del nero · a7 pedone del nero · c7 pedone del nero · d7 pedone del nero · e7 pedone del nero · h7 pedone del nero · b6 pedone del nero · f6 cavallo del nero · g6 pedone del bianco · h5 donna del bianco · d4 pedone del bianco · d3 alfiere del bianco · a2 pedone del bianco · b2 pedone del bianco · c2 pedone del bianco · f2 pedone del bianco · g2 alfiere del nero · h2 pedone del bianco · a1 torre del bianco · b1 cavallo del bianco · c1 alfiere del bianco · e1 re del bianco · g1 cavallo del bianco · h1 torre del bianco | 7 |
| 6 | a8 torre del nero · b8 cavallo del nero · d8 donna del nero · e8 re del nero · f8 alfiere del nero · h8 torre del nero · a7 pedone del nero · c7 pedone del nero · d7 pedone del nero · e7 pedone del nero · h7 pedone del nero · b6 pedone del nero · f6 cavallo del nero · g6 pedone del bianco · h5 donna del bianco · d4 pedone del bianco · d3 alfiere del bianco · a2 pedone del bianco · b2 pedone del bianco · c2 pedone del bianco · f2 pedone del bianco · g2 alfiere del nero · h2 pedone del bianco · a1 torre del bianco · b1 cavallo del bianco · c1 alfiere del bianco · e1 re del bianco · g1 cavallo del bianco · h1 torre del bianco | a8 torre del nero · b8 cavallo del nero · d8 donna del nero · e8 re del nero · f8 alfiere del nero · h8 torre del nero · a7 pedone del nero · c7 pedone del nero · d7 pedone del nero · e7 pedone del nero · h7 pedone del nero · b6 pedone del nero · f6 cavallo del nero · g6 pedone del bianco · h5 donna del bianco · d4 pedone del bianco · d3 alfiere del bianco · a2 pedone del bianco · b2 pedone del bianco · c2 pedone del bianco · f2 pedone del bianco · g2 alfiere del nero · h2 pedone del bianco · a1 torre del bianco · b1 cavallo del bianco · c1 alfiere del bianco · e1 re del bianco · g1 cavallo del bianco · h1 torre del bianco | a8 torre del nero · b8 cavallo del nero · d8 donna del nero · e8 re del nero · f8 alfiere del nero · h8 torre del nero · a7 pedone del nero · c7 pedone del nero · d7 pedone del nero · e7 pedone del nero · h7 pedone del nero · b6 pedone del nero · f6 cavallo del nero · g6 pedone del bianco · h5 donna del bianco · d4 pedone del bianco · d3 alfiere del bianco · a2 pedone del bianco · b2 pedone del bianco · c2 pedone del bianco · f2 pedone del bianco · g2 alfiere del nero · h2 pedone del bianco · a1 torre del bianco · b1 cavallo del bianco · c1 alfiere del bianco · e1 re del bianco · g1 cavallo del bianco · h1 torre del bianco | a8 torre del nero · b8 cavallo del nero · d8 donna del nero · e8 re del nero · f8 alfiere del nero · h8 torre del nero · a7 pedone del nero · c7 pedone del nero · d7 pedone del nero · e7 pedone del nero · h7 pedone del nero · b6 pedone del nero · f6 cavallo del nero · g6 pedone del bianco · h5 donna del bianco · d4 pedone del bianco · d3 alfiere del bianco · a2 pedone del bianco · b2 pedone del bianco · c2 pedone del bianco · f2 pedone del bianco · g2 alfiere del nero · h2 pedone del bianco · a1 torre del bianco · b1 cavallo del bianco · c1 alfiere del bianco · e1 re del bianco · g1 cavallo del bianco · h1 torre del bianco | a8 torre del nero · b8 cavallo del nero · d8 donna del nero · e8 re del nero · f8 alfiere del nero · h8 torre del nero · a7 pedone del nero · c7 pedone del nero · d7 pedone del nero · e7 pedone del nero · h7 pedone del nero · b6 pedone del nero · f6 cavallo del nero · g6 pedone del bianco · h5 donna del bianco · d4 pedone del bianco · d3 alfiere del bianco · a2 pedone del bianco · b2 pedone del bianco · c2 pedone del bianco · f2 pedone del bianco · g2 alfiere del nero · h2 pedone del bianco · a1 torre del bianco · b1 cavallo del bianco · c1 alfiere del bianco · e1 re del bianco · g1 cavallo del bianco · h1 torre del bianco | a8 torre del nero · b8 cavallo del nero · d8 donna del nero · e8 re del nero · f8 alfiere del nero · h8 torre del nero · a7 pedone del nero · c7 pedone del nero · d7 pedone del nero · e7 pedone del nero · h7 pedone del nero · b6 pedone del nero · f6 cavallo del nero · g6 pedone del bianco · h5 donna del bianco · d4 pedone del bianco · d3 alfiere del bianco · a2 pedone del bianco · b2 pedone del bianco · c2 pedone del bianco · f2 pedone del bianco · g2 alfiere del nero · h2 pedone del bianco · a1 torre del bianco · b1 cavallo del bianco · c1 alfiere del bianco · e1 re del bianco · g1 cavallo del bianco · h1 torre del bianco | a8 torre del nero · b8 cavallo del nero · d8 donna del nero · e8 re del nero · f8 alfiere del nero · h8 torre del nero · a7 pedone del nero · c7 pedone del nero · d7 pedone del nero · e7 pedone del nero · h7 pedone del nero · b6 pedone del nero · f6 cavallo del nero · g6 pedone del bianco · h5 donna del bianco · d4 pedone del bianco · d3 alfiere del bianco · a2 pedone del bianco · b2 pedone del bianco · c2 pedone del bianco · f2 pedone del bianco · g2 alfiere del nero · h2 pedone del bianco · a1 torre del bianco · b1 cavallo del bianco · c1 alfiere del bianco · e1 re del bianco · g1 cavallo del bianco · h1 torre del bianco | a8 torre del nero · b8 cavallo del nero · d8 donna del nero · e8 re del nero · f8 alfiere del nero · h8 torre del nero · a7 pedone del nero · c7 pedone del nero · d7 pedone del nero · e7 pedone del nero · h7 pedone del nero · b6 pedone del nero · f6 cavallo del nero · g6 pedone del bianco · h5 donna del bianco · d4 pedone del bianco · d3 alfiere del bianco · a2 pedone del bianco · b2 pedone del bianco · c2 pedone del bianco · f2 pedone del bianco · g2 alfiere del nero · h2 pedone del bianco · a1 torre del bianco · b1 cavallo del bianco · c1 alfiere del bianco · e1 re del bianco · g1 cavallo del bianco · h1 torre del bianco | 6 |
| 5 | a8 torre del nero · b8 cavallo del nero · d8 donna del nero · e8 re del nero · f8 alfiere del nero · h8 torre del nero · a7 pedone del nero · c7 pedone del nero · d7 pedone del nero · e7 pedone del nero · h7 pedone del nero · b6 pedone del nero · f6 cavallo del nero · g6 pedone del bianco · h5 donna del bianco · d4 pedone del bianco · d3 alfiere del bianco · a2 pedone del bianco · b2 pedone del bianco · c2 pedone del bianco · f2 pedone del bianco · g2 alfiere del nero · h2 pedone del bianco · a1 torre del bianco · b1 cavallo del bianco · c1 alfiere del bianco · e1 re del bianco · g1 cavallo del bianco · h1 torre del bianco | a8 torre del nero · b8 cavallo del nero · d8 donna del nero · e8 re del nero · f8 alfiere del nero · h8 torre del nero · a7 pedone del nero · c7 pedone del nero · d7 pedone del nero · e7 pedone del nero · h7 pedone del nero · b6 pedone del nero · f6 cavallo del nero · g6 pedone del bianco · h5 donna del bianco · d4 pedone del bianco · d3 alfiere del bianco · a2 pedone del bianco · b2 pedone del bianco · c2 pedone del bianco · f2 pedone del bianco · g2 alfiere del nero · h2 pedone del bianco · a1 torre del bianco · b1 cavallo del bianco · c1 alfiere del bianco · e1 re del bianco · g1 cavallo del bianco · h1 torre del bianco | a8 torre del nero · b8 cavallo del nero · d8 donna del nero · e8 re del nero · f8 alfiere del nero · h8 torre del nero · a7 pedone del nero · c7 pedone del nero · d7 pedone del nero · e7 pedone del nero · h7 pedone del nero · b6 pedone del nero · f6 cavallo del nero · g6 pedone del bianco · h5 donna del bianco · d4 pedone del bianco · d3 alfiere del bianco · a2 pedone del bianco · b2 pedone del bianco · c2 pedone del bianco · f2 pedone del bianco · g2 alfiere del nero · h2 pedone del bianco · a1 torre del bianco · b1 cavallo del bianco · c1 alfiere del bianco · e1 re del bianco · g1 cavallo del bianco · h1 torre del bianco | a8 torre del nero · b8 cavallo del nero · d8 donna del nero · e8 re del nero · f8 alfiere del nero · h8 torre del nero · a7 pedone del nero · c7 pedone del nero · d7 pedone del nero · e7 pedone del nero · h7 pedone del nero · b6 pedone del nero · f6 cavallo del nero · g6 pedone del bianco · h5 donna del bianco · d4 pedone del bianco · d3 alfiere del bianco · a2 pedone del bianco · b2 pedone del bianco · c2 pedone del bianco · f2 pedone del bianco · g2 alfiere del nero · h2 pedone del bianco · a1 torre del bianco · b1 cavallo del bianco · c1 alfiere del bianco · e1 re del bianco · g1 cavallo del bianco · h1 torre del bianco | a8 torre del nero · b8 cavallo del nero · d8 donna del nero · e8 re del nero · f8 alfiere del nero · h8 torre del nero · a7 pedone del nero · c7 pedone del nero · d7 pedone del nero · e7 pedone del nero · h7 pedone del nero · b6 pedone del nero · f6 cavallo del nero · g6 pedone del bianco · h5 donna del bianco · d4 pedone del bianco · d3 alfiere del bianco · a2 pedone del bianco · b2 pedone del bianco · c2 pedone del bianco · f2 pedone del bianco · g2 alfiere del nero · h2 pedone del bianco · a1 torre del bianco · b1 cavallo del bianco · c1 alfiere del bianco · e1 re del bianco · g1 cavallo del bianco · h1 torre del bianco | a8 torre del nero · b8 cavallo del nero · d8 donna del nero · e8 re del nero · f8 alfiere del nero · h8 torre del nero · a7 pedone del nero · c7 pedone del nero · d7 pedone del nero · e7 pedone del nero · h7 pedone del nero · b6 pedone del nero · f6 cavallo del nero · g6 pedone del bianco · h5 donna del bianco · d4 pedone del bianco · d3 alfiere del bianco · a2 pedone del bianco · b2 pedone del bianco · c2 pedone del bianco · f2 pedone del bianco · g2 alfiere del nero · h2 pedone del bianco · a1 torre del bianco · b1 cavallo del bianco · c1 alfiere del bianco · e1 re del bianco · g1 cavallo del bianco · h1 torre del bianco | a8 torre del nero · b8 cavallo del nero · d8 donna del nero · e8 re del nero · f8 alfiere del nero · h8 torre del nero · a7 pedone del nero · c7 pedone del nero · d7 pedone del nero · e7 pedone del nero · h7 pedone del nero · b6 pedone del nero · f6 cavallo del nero · g6 pedone del bianco · h5 donna del bianco · d4 pedone del bianco · d3 alfiere del bianco · a2 pedone del bianco · b2 pedone del bianco · c2 pedone del bianco · f2 pedone del bianco · g2 alfiere del nero · h2 pedone del bianco · a1 torre del bianco · b1 cavallo del bianco · c1 alfiere del bianco · e1 re del bianco · g1 cavallo del bianco · h1 torre del bianco | a8 torre del nero · b8 cavallo del nero · d8 donna del nero · e8 re del nero · f8 alfiere del nero · h8 torre del nero · a7 pedone del nero · c7 pedone del nero · d7 pedone del nero · e7 pedone del nero · h7 pedone del nero · b6 pedone del nero · f6 cavallo del nero · g6 pedone del bianco · h5 donna del bianco · d4 pedone del bianco · d3 alfiere del bianco · a2 pedone del bianco · b2 pedone del bianco · c2 pedone del bianco · f2 pedone del bianco · g2 alfiere del nero · h2 pedone del bianco · a1 torre del bianco · b1 cavallo del bianco · c1 alfiere del bianco · e1 re del bianco · g1 cavallo del bianco · h1 torre del bianco | 5 |
| 4 | a8 torre del nero · b8 cavallo del nero · d8 donna del nero · e8 re del nero · f8 alfiere del nero · h8 torre del nero · a7 pedone del nero · c7 pedone del nero · d7 pedone del nero · e7 pedone del nero · h7 pedone del nero · b6 pedone del nero · f6 cavallo del nero · g6 pedone del bianco · h5 donna del bianco · d4 pedone del bianco · d3 alfiere del bianco · a2 pedone del bianco · b2 pedone del bianco · c2 pedone del bianco · f2 pedone del bianco · g2 alfiere del nero · h2 pedone del bianco · a1 torre del bianco · b1 cavallo del bianco · c1 alfiere del bianco · e1 re del bianco · g1 cavallo del bianco · h1 torre del bianco | a8 torre del nero · b8 cavallo del nero · d8 donna del nero · e8 re del nero · f8 alfiere del nero · h8 torre del nero · a7 pedone del nero · c7 pedone del nero · d7 pedone del nero · e7 pedone del nero · h7 pedone del nero · b6 pedone del nero · f6 cavallo del nero · g6 pedone del bianco · h5 donna del bianco · d4 pedone del bianco · d3 alfiere del bianco · a2 pedone del bianco · b2 pedone del bianco · c2 pedone del bianco · f2 pedone del bianco · g2 alfiere del nero · h2 pedone del bianco · a1 torre del bianco · b1 cavallo del bianco · c1 alfiere del bianco · e1 re del bianco · g1 cavallo del bianco · h1 torre del bianco | a8 torre del nero · b8 cavallo del nero · d8 donna del nero · e8 re del nero · f8 alfiere del nero · h8 torre del nero · a7 pedone del nero · c7 pedone del nero · d7 pedone del nero · e7 pedone del nero · h7 pedone del nero · b6 pedone del nero · f6 cavallo del nero · g6 pedone del bianco · h5 donna del bianco · d4 pedone del bianco · d3 alfiere del bianco · a2 pedone del bianco · b2 pedone del bianco · c2 pedone del bianco · f2 pedone del bianco · g2 alfiere del nero · h2 pedone del bianco · a1 torre del bianco · b1 cavallo del bianco · c1 alfiere del bianco · e1 re del bianco · g1 cavallo del bianco · h1 torre del bianco | a8 torre del nero · b8 cavallo del nero · d8 donna del nero · e8 re del nero · f8 alfiere del nero · h8 torre del nero · a7 pedone del nero · c7 pedone del nero · d7 pedone del nero · e7 pedone del nero · h7 pedone del nero · b6 pedone del nero · f6 cavallo del nero · g6 pedone del bianco · h5 donna del bianco · d4 pedone del bianco · d3 alfiere del bianco · a2 pedone del bianco · b2 pedone del bianco · c2 pedone del bianco · f2 pedone del bianco · g2 alfiere del nero · h2 pedone del bianco · a1 torre del bianco · b1 cavallo del bianco · c1 alfiere del bianco · e1 re del bianco · g1 cavallo del bianco · h1 torre del bianco | a8 torre del nero · b8 cavallo del nero · d8 donna del nero · e8 re del nero · f8 alfiere del nero · h8 torre del nero · a7 pedone del nero · c7 pedone del nero · d7 pedone del nero · e7 pedone del nero · h7 pedone del nero · b6 pedone del nero · f6 cavallo del nero · g6 pedone del bianco · h5 donna del bianco · d4 pedone del bianco · d3 alfiere del bianco · a2 pedone del bianco · b2 pedone del bianco · c2 pedone del bianco · f2 pedone del bianco · g2 alfiere del nero · h2 pedone del bianco · a1 torre del bianco · b1 cavallo del bianco · c1 alfiere del bianco · e1 re del bianco · g1 cavallo del bianco · h1 torre del bianco | a8 torre del nero · b8 cavallo del nero · d8 donna del nero · e8 re del nero · f8 alfiere del nero · h8 torre del nero · a7 pedone del nero · c7 pedone del nero · d7 pedone del nero · e7 pedone del nero · h7 pedone del nero · b6 pedone del nero · f6 cavallo del nero · g6 pedone del bianco · h5 donna del bianco · d4 pedone del bianco · d3 alfiere del bianco · a2 pedone del bianco · b2 pedone del bianco · c2 pedone del bianco · f2 pedone del bianco · g2 alfiere del nero · h2 pedone del bianco · a1 torre del bianco · b1 cavallo del bianco · c1 alfiere del bianco · e1 re del bianco · g1 cavallo del bianco · h1 torre del bianco | a8 torre del nero · b8 cavallo del nero · d8 donna del nero · e8 re del nero · f8 alfiere del nero · h8 torre del nero · a7 pedone del nero · c7 pedone del nero · d7 pedone del nero · e7 pedone del nero · h7 pedone del nero · b6 pedone del nero · f6 cavallo del nero · g6 pedone del bianco · h5 donna del bianco · d4 pedone del bianco · d3 alfiere del bianco · a2 pedone del bianco · b2 pedone del bianco · c2 pedone del bianco · f2 pedone del bianco · g2 alfiere del nero · h2 pedone del bianco · a1 torre del bianco · b1 cavallo del bianco · c1 alfiere del bianco · e1 re del bianco · g1 cavallo del bianco · h1 torre del bianco | a8 torre del nero · b8 cavallo del nero · d8 donna del nero · e8 re del nero · f8 alfiere del nero · h8 torre del nero · a7 pedone del nero · c7 pedone del nero · d7 pedone del nero · e7 pedone del nero · h7 pedone del nero · b6 pedone del nero · f6 cavallo del nero · g6 pedone del bianco · h5 donna del bianco · d4 pedone del bianco · d3 alfiere del bianco · a2 pedone del bianco · b2 pedone del bianco · c2 pedone del bianco · f2 pedone del bianco · g2 alfiere del nero · h2 pedone del bianco · a1 torre del bianco · b1 cavallo del bianco · c1 alfiere del bianco · e1 re del bianco · g1 cavallo del bianco · h1 torre del bianco | 4 |
| 3 | a8 torre del nero · b8 cavallo del nero · d8 donna del nero · e8 re del nero · f8 alfiere del nero · h8 torre del nero · a7 pedone del nero · c7 pedone del nero · d7 pedone del nero · e7 pedone del nero · h7 pedone del nero · b6 pedone del nero · f6 cavallo del nero · g6 pedone del bianco · h5 donna del bianco · d4 pedone del bianco · d3 alfiere del bianco · a2 pedone del bianco · b2 pedone del bianco · c2 pedone del bianco · f2 pedone del bianco · g2 alfiere del nero · h2 pedone del bianco · a1 torre del bianco · b1 cavallo del bianco · c1 alfiere del bianco · e1 re del bianco · g1 cavallo del bianco · h1 torre del bianco | a8 torre del nero · b8 cavallo del nero · d8 donna del nero · e8 re del nero · f8 alfiere del nero · h8 torre del nero · a7 pedone del nero · c7 pedone del nero · d7 pedone del nero · e7 pedone del nero · h7 pedone del nero · b6 pedone del nero · f6 cavallo del nero · g6 pedone del bianco · h5 donna del bianco · d4 pedone del bianco · d3 alfiere del bianco · a2 pedone del bianco · b2 pedone del bianco · c2 pedone del bianco · f2 pedone del bianco · g2 alfiere del nero · h2 pedone del bianco · a1 torre del bianco · b1 cavallo del bianco · c1 alfiere del bianco · e1 re del bianco · g1 cavallo del bianco · h1 torre del bianco | a8 torre del nero · b8 cavallo del nero · d8 donna del nero · e8 re del nero · f8 alfiere del nero · h8 torre del nero · a7 pedone del nero · c7 pedone del nero · d7 pedone del nero · e7 pedone del nero · h7 pedone del nero · b6 pedone del nero · f6 cavallo del nero · g6 pedone del bianco · h5 donna del bianco · d4 pedone del bianco · d3 alfiere del bianco · a2 pedone del bianco · b2 pedone del bianco · c2 pedone del bianco · f2 pedone del bianco · g2 alfiere del nero · h2 pedone del bianco · a1 torre del bianco · b1 cavallo del bianco · c1 alfiere del bianco · e1 re del bianco · g1 cavallo del bianco · h1 torre del bianco | a8 torre del nero · b8 cavallo del nero · d8 donna del nero · e8 re del nero · f8 alfiere del nero · h8 torre del nero · a7 pedone del nero · c7 pedone del nero · d7 pedone del nero · e7 pedone del nero · h7 pedone del nero · b6 pedone del nero · f6 cavallo del nero · g6 pedone del bianco · h5 donna del bianco · d4 pedone del bianco · d3 alfiere del bianco · a2 pedone del bianco · b2 pedone del bianco · c2 pedone del bianco · f2 pedone del bianco · g2 alfiere del nero · h2 pedone del bianco · a1 torre del bianco · b1 cavallo del bianco · c1 alfiere del bianco · e1 re del bianco · g1 cavallo del bianco · h1 torre del bianco | a8 torre del nero · b8 cavallo del nero · d8 donna del nero · e8 re del nero · f8 alfiere del nero · h8 torre del nero · a7 pedone del nero · c7 pedone del nero · d7 pedone del nero · e7 pedone del nero · h7 pedone del nero · b6 pedone del nero · f6 cavallo del nero · g6 pedone del bianco · h5 donna del bianco · d4 pedone del bianco · d3 alfiere del bianco · a2 pedone del bianco · b2 pedone del bianco · c2 pedone del bianco · f2 pedone del bianco · g2 alfiere del nero · h2 pedone del bianco · a1 torre del bianco · b1 cavallo del bianco · c1 alfiere del bianco · e1 re del bianco · g1 cavallo del bianco · h1 torre del bianco | a8 torre del nero · b8 cavallo del nero · d8 donna del nero · e8 re del nero · f8 alfiere del nero · h8 torre del nero · a7 pedone del nero · c7 pedone del nero · d7 pedone del nero · e7 pedone del nero · h7 pedone del nero · b6 pedone del nero · f6 cavallo del nero · g6 pedone del bianco · h5 donna del bianco · d4 pedone del bianco · d3 alfiere del bianco · a2 pedone del bianco · b2 pedone del bianco · c2 pedone del bianco · f2 pedone del bianco · g2 alfiere del nero · h2 pedone del bianco · a1 torre del bianco · b1 cavallo del bianco · c1 alfiere del bianco · e1 re del bianco · g1 cavallo del bianco · h1 torre del bianco | a8 torre del nero · b8 cavallo del nero · d8 donna del nero · e8 re del nero · f8 alfiere del nero · h8 torre del nero · a7 pedone del nero · c7 pedone del nero · d7 pedone del nero · e7 pedone del nero · h7 pedone del nero · b6 pedone del nero · f6 cavallo del nero · g6 pedone del bianco · h5 donna del bianco · d4 pedone del bianco · d3 alfiere del bianco · a2 pedone del bianco · b2 pedone del bianco · c2 pedone del bianco · f2 pedone del bianco · g2 alfiere del nero · h2 pedone del bianco · a1 torre del bianco · b1 cavallo del bianco · c1 alfiere del bianco · e1 re del bianco · g1 cavallo del bianco · h1 torre del bianco | a8 torre del nero · b8 cavallo del nero · d8 donna del nero · e8 re del nero · f8 alfiere del nero · h8 torre del nero · a7 pedone del nero · c7 pedone del nero · d7 pedone del nero · e7 pedone del nero · h7 pedone del nero · b6 pedone del nero · f6 cavallo del nero · g6 pedone del bianco · h5 donna del bianco · d4 pedone del bianco · d3 alfiere del bianco · a2 pedone del bianco · b2 pedone del bianco · c2 pedone del bianco · f2 pedone del bianco · g2 alfiere del nero · h2 pedone del bianco · a1 torre del bianco · b1 cavallo del bianco · c1 alfiere del bianco · e1 re del bianco · g1 cavallo del bianco · h1 torre del bianco | 3 |
| 2 | a8 torre del nero · b8 cavallo del nero · d8 donna del nero · e8 re del nero · f8 alfiere del nero · h8 torre del nero · a7 pedone del nero · c7 pedone del nero · d7 pedone del nero · e7 pedone del nero · h7 pedone del nero · b6 pedone del nero · f6 cavallo del nero · g6 pedone del bianco · h5 donna del bianco · d4 pedone del bianco · d3 alfiere del bianco · a2 pedone del bianco · b2 pedone del bianco · c2 pedone del bianco · f2 pedone del bianco · g2 alfiere del nero · h2 pedone del bianco · a1 torre del bianco · b1 cavallo del bianco · c1 alfiere del bianco · e1 re del bianco · g1 cavallo del bianco · h1 torre del bianco | a8 torre del nero · b8 cavallo del nero · d8 donna del nero · e8 re del nero · f8 alfiere del nero · h8 torre del nero · a7 pedone del nero · c7 pedone del nero · d7 pedone del nero · e7 pedone del nero · h7 pedone del nero · b6 pedone del nero · f6 cavallo del nero · g6 pedone del bianco · h5 donna del bianco · d4 pedone del bianco · d3 alfiere del bianco · a2 pedone del bianco · b2 pedone del bianco · c2 pedone del bianco · f2 pedone del bianco · g2 alfiere del nero · h2 pedone del bianco · a1 torre del bianco · b1 cavallo del bianco · c1 alfiere del bianco · e1 re del bianco · g1 cavallo del bianco · h1 torre del bianco | a8 torre del nero · b8 cavallo del nero · d8 donna del nero · e8 re del nero · f8 alfiere del nero · h8 torre del nero · a7 pedone del nero · c7 pedone del nero · d7 pedone del nero · e7 pedone del nero · h7 pedone del nero · b6 pedone del nero · f6 cavallo del nero · g6 pedone del bianco · h5 donna del bianco · d4 pedone del bianco · d3 alfiere del bianco · a2 pedone del bianco · b2 pedone del bianco · c2 pedone del bianco · f2 pedone del bianco · g2 alfiere del nero · h2 pedone del bianco · a1 torre del bianco · b1 cavallo del bianco · c1 alfiere del bianco · e1 re del bianco · g1 cavallo del bianco · h1 torre del bianco | a8 torre del nero · b8 cavallo del nero · d8 donna del nero · e8 re del nero · f8 alfiere del nero · h8 torre del nero · a7 pedone del nero · c7 pedone del nero · d7 pedone del nero · e7 pedone del nero · h7 pedone del nero · b6 pedone del nero · f6 cavallo del nero · g6 pedone del bianco · h5 donna del bianco · d4 pedone del bianco · d3 alfiere del bianco · a2 pedone del bianco · b2 pedone del bianco · c2 pedone del bianco · f2 pedone del bianco · g2 alfiere del nero · h2 pedone del bianco · a1 torre del bianco · b1 cavallo del bianco · c1 alfiere del bianco · e1 re del bianco · g1 cavallo del bianco · h1 torre del bianco | a8 torre del nero · b8 cavallo del nero · d8 donna del nero · e8 re del nero · f8 alfiere del nero · h8 torre del nero · a7 pedone del nero · c7 pedone del nero · d7 pedone del nero · e7 pedone del nero · h7 pedone del nero · b6 pedone del nero · f6 cavallo del nero · g6 pedone del bianco · h5 donna del bianco · d4 pedone del bianco · d3 alfiere del bianco · a2 pedone del bianco · b2 pedone del bianco · c2 pedone del bianco · f2 pedone del bianco · g2 alfiere del nero · h2 pedone del bianco · a1 torre del bianco · b1 cavallo del bianco · c1 alfiere del bianco · e1 re del bianco · g1 cavallo del bianco · h1 torre del bianco | a8 torre del nero · b8 cavallo del nero · d8 donna del nero · e8 re del nero · f8 alfiere del nero · h8 torre del nero · a7 pedone del nero · c7 pedone del nero · d7 pedone del nero · e7 pedone del nero · h7 pedone del nero · b6 pedone del nero · f6 cavallo del nero · g6 pedone del bianco · h5 donna del bianco · d4 pedone del bianco · d3 alfiere del bianco · a2 pedone del bianco · b2 pedone del bianco · c2 pedone del bianco · f2 pedone del bianco · g2 alfiere del nero · h2 pedone del bianco · a1 torre del bianco · b1 cavallo del bianco · c1 alfiere del bianco · e1 re del bianco · g1 cavallo del bianco · h1 torre del bianco | a8 torre del nero · b8 cavallo del nero · d8 donna del nero · e8 re del nero · f8 alfiere del nero · h8 torre del nero · a7 pedone del nero · c7 pedone del nero · d7 pedone del nero · e7 pedone del nero · h7 pedone del nero · b6 pedone del nero · f6 cavallo del nero · g6 pedone del bianco · h5 donna del bianco · d4 pedone del bianco · d3 alfiere del bianco · a2 pedone del bianco · b2 pedone del bianco · c2 pedone del bianco · f2 pedone del bianco · g2 alfiere del nero · h2 pedone del bianco · a1 torre del bianco · b1 cavallo del bianco · c1 alfiere del bianco · e1 re del bianco · g1 cavallo del bianco · h1 torre del bianco | a8 torre del nero · b8 cavallo del nero · d8 donna del nero · e8 re del nero · f8 alfiere del nero · h8 torre del nero · a7 pedone del nero · c7 pedone del nero · d7 pedone del nero · e7 pedone del nero · h7 pedone del nero · b6 pedone del nero · f6 cavallo del nero · g6 pedone del bianco · h5 donna del bianco · d4 pedone del bianco · d3 alfiere del bianco · a2 pedone del bianco · b2 pedone del bianco · c2 pedone del bianco · f2 pedone del bianco · g2 alfiere del nero · h2 pedone del bianco · a1 torre del bianco · b1 cavallo del bianco · c1 alfiere del bianco · e1 re del bianco · g1 cavallo del bianco · h1 torre del bianco | 2 |
| 1 | a8 torre del nero · b8 cavallo del nero · d8 donna del nero · e8 re del nero · f8 alfiere del nero · h8 torre del nero · a7 pedone del nero · c7 pedone del nero · d7 pedone del nero · e7 pedone del nero · h7 pedone del nero · b6 pedone del nero · f6 cavallo del nero · g6 pedone del bianco · h5 donna del bianco · d4 pedone del bianco · d3 alfiere del bianco · a2 pedone del bianco · b2 pedone del bianco · c2 pedone del bianco · f2 pedone del bianco · g2 alfiere del nero · h2 pedone del bianco · a1 torre del bianco · b1 cavallo del bianco · c1 alfiere del bianco · e1 re del bianco · g1 cavallo del bianco · h1 torre del bianco | a8 torre del nero · b8 cavallo del nero · d8 donna del nero · e8 re del nero · f8 alfiere del nero · h8 torre del nero · a7 pedone del nero · c7 pedone del nero · d7 pedone del nero · e7 pedone del nero · h7 pedone del nero · b6 pedone del nero · f6 cavallo del nero · g6 pedone del bianco · h5 donna del bianco · d4 pedone del bianco · d3 alfiere del bianco · a2 pedone del bianco · b2 pedone del bianco · c2 pedone del bianco · f2 pedone del bianco · g2 alfiere del nero · h2 pedone del bianco · a1 torre del bianco · b1 cavallo del bianco · c1 alfiere del bianco · e1 re del bianco · g1 cavallo del bianco · h1 torre del bianco | a8 torre del nero · b8 cavallo del nero · d8 donna del nero · e8 re del nero · f8 alfiere del nero · h8 torre del nero · a7 pedone del nero · c7 pedone del nero · d7 pedone del nero · e7 pedone del nero · h7 pedone del nero · b6 pedone del nero · f6 cavallo del nero · g6 pedone del bianco · h5 donna del bianco · d4 pedone del bianco · d3 alfiere del bianco · a2 pedone del bianco · b2 pedone del bianco · c2 pedone del bianco · f2 pedone del bianco · g2 alfiere del nero · h2 pedone del bianco · a1 torre del bianco · b1 cavallo del bianco · c1 alfiere del bianco · e1 re del bianco · g1 cavallo del bianco · h1 torre del bianco | a8 torre del nero · b8 cavallo del nero · d8 donna del nero · e8 re del nero · f8 alfiere del nero · h8 torre del nero · a7 pedone del nero · c7 pedone del nero · d7 pedone del nero · e7 pedone del nero · h7 pedone del nero · b6 pedone del nero · f6 cavallo del nero · g6 pedone del bianco · h5 donna del bianco · d4 pedone del bianco · d3 alfiere del bianco · a2 pedone del bianco · b2 pedone del bianco · c2 pedone del bianco · f2 pedone del bianco · g2 alfiere del nero · h2 pedone del bianco · a1 torre del bianco · b1 cavallo del bianco · c1 alfiere del bianco · e1 re del bianco · g1 cavallo del bianco · h1 torre del bianco | a8 torre del nero · b8 cavallo del nero · d8 donna del nero · e8 re del nero · f8 alfiere del nero · h8 torre del nero · a7 pedone del nero · c7 pedone del nero · d7 pedone del nero · e7 pedone del nero · h7 pedone del nero · b6 pedone del nero · f6 cavallo del nero · g6 pedone del bianco · h5 donna del bianco · d4 pedone del bianco · d3 alfiere del bianco · a2 pedone del bianco · b2 pedone del bianco · c2 pedone del bianco · f2 pedone del bianco · g2 alfiere del nero · h2 pedone del bianco · a1 torre del bianco · b1 cavallo del bianco · c1 alfiere del bianco · e1 re del bianco · g1 cavallo del bianco · h1 torre del bianco | a8 torre del nero · b8 cavallo del nero · d8 donna del nero · e8 re del nero · f8 alfiere del nero · h8 torre del nero · a7 pedone del nero · c7 pedone del nero · d7 pedone del nero · e7 pedone del nero · h7 pedone del nero · b6 pedone del nero · f6 cavallo del nero · g6 pedone del bianco · h5 donna del bianco · d4 pedone del bianco · d3 alfiere del bianco · a2 pedone del bianco · b2 pedone del bianco · c2 pedone del bianco · f2 pedone del bianco · g2 alfiere del nero · h2 pedone del bianco · a1 torre del bianco · b1 cavallo del bianco · c1 alfiere del bianco · e1 re del bianco · g1 cavallo del bianco · h1 torre del bianco | a8 torre del nero · b8 cavallo del nero · d8 donna del nero · e8 re del nero · f8 alfiere del nero · h8 torre del nero · a7 pedone del nero · c7 pedone del nero · d7 pedone del nero · e7 pedone del nero · h7 pedone del nero · b6 pedone del nero · f6 cavallo del nero · g6 pedone del bianco · h5 donna del bianco · d4 pedone del bianco · d3 alfiere del bianco · a2 pedone del bianco · b2 pedone del bianco · c2 pedone del bianco · f2 pedone del bianco · g2 alfiere del nero · h2 pedone del bianco · a1 torre del bianco · b1 cavallo del bianco · c1 alfiere del bianco · e1 re del bianco · g1 cavallo del bianco · h1 torre del bianco | a8 torre del nero · b8 cavallo del nero · d8 donna del nero · e8 re del nero · f8 alfiere del nero · h8 torre del nero · a7 pedone del nero · c7 pedone del nero · d7 pedone del nero · e7 pedone del nero · h7 pedone del nero · b6 pedone del nero · f6 cavallo del nero · g6 pedone del bianco · h5 donna del bianco · d4 pedone del bianco · d3 alfiere del bianco · a2 pedone del bianco · b2 pedone del bianco · c2 pedone del bianco · f2 pedone del bianco · g2 alfiere del nero · h2 pedone del bianco · a1 torre del bianco · b1 cavallo del bianco · c1 alfiere del bianco · e1 re del bianco · g1 cavallo del bianco · h1 torre del bianco | 1 |
|   | a | b | c | d | e | f | g | h |   |

## Partite
Di Greco ci sono pervenute 77 partite, ma in nessun caso è noto il nome dell'avversario, il che porta a pensare che, almeno in alcuni casi, siano analisi e non partite reali.
Greco – NN 1619
1. e4 b6 2. d4 Ab7 3. Ad3 f5 4. exf5 Axg2 5. Dh5+ g6 6. fxg6 Cf6 ed il bianco vince con il sacrificio di Donna 7. gxh7+! Cxh5 8. Ag6#.
NN – Greco 1620
1. e4 e5 2. Cf3 Cc6 3. Ac4 Ac5 4. O-O Cf6 5. Te1 O-O 6. c3 De7 7. d4 exd4 8. e5 Cg4 9. cxd4 Cxd4 10. Cxd4 Dh4 11. Cf3 Dxf2+ 12. Rh1 Dg1+ 13. Cxg1 Cf2#, il classico scacco matto affogato.

## Opere
Il nome di Greco ci è giunto per il suo manuale di scacchi. Le prime copie manoscritte vennero dedicate ai suoi
protettori romani. Una copia del Trattato del gioco degli scacchi datata 1620 si trova a Roma nella Biblioteca Corsiniana, mentre un'altra manoscritta e miniata del 1619, con dedica al duca Enrico II di Lorena, si trova nel Fondo Magliabechiano della Biblioteca Nazionale Centrale di Firenze. Il manuale ebbe molte traduzioni e le prime copie a stampa sono del 1656 in inglese e del 1669 in francese. Da allora venne ristampato più volte e spesso incluso in altre opere.